# Tefnakht
Tefnakht (ou Tefnakht Ier) est un prince de Saïs contemporain de la XXIIe (Sheshonq V) puis de la XXIIIe dynastie dans la partie orientale du Delta et de la XXVe dynastie (Piânkhy) dans la région thébaine. Il est également à l'origine de la XXIVe dynastie.

## Attestation
Tefnakht est attesté par deux stèles de respectivement l'an 36 et l'an 38 du règne d'un roi non nommé mais qui ne peut être que Sheshonq V, seul roi égyptien à avoir eu un règne de cet ordre de grandeur (39 ans) à cette période. Ces stèles dateraient donc de 734 et 732 av. J.-C. respectivement, en admettant un règne de 769 à 731 av. J.-C. pour Sheshonq V.
Sur la première stèle, il est nommé « Grand chef des Mâ, commandant, grand chef des Libou, prophète de Neith, Ouadjet et de la dame d'Imaou, mek de Keheten, chef des provinces occidentales », puis dans la seconde stèle, originaire de Bouto, il porte également le tire de « Grand chef du pays entier »,.
Tefnakht est également attesté sur une statue d'Amon-Rê portant également le nom de son père Gemnefsoutkapou et de son grand-père parternel, Basa, prêtre d'Amon à Saïs et vizir,.
Tefnakht est également cité sur une stèle triomphale de Piânkhy datée de l'an 21 (soit vers 723 av. J.-C.), en compagnie des autres rois et chefs du nord de l'Égypte.

## Biographie
Kitchen fait d'Osorkon C, qui est attesté par plusieurs documents le mentionnant comme grand chef des Mâ et chef des armées de Saïs, le prédécesseur de Tefnakht en tant que grand chef des Mâ alors que son prédécesseur en tant que grand chef de l'Ouest est un homme nommé Ânkhhor. Payraudeau, quant à lui, fait de Tefnakht le successeur d'Ânkhhor, lui même le successeur d'un certain Roudamon, lui même le successeur d'un certain Ker, le premier à porter les titres dont se parera Tefnakht plus tard, à savoir grand chef des Mâ à la suite d'Osorkon C, et grand chef des Libou à la suite d'un certain Teter.
Il semble que, malgré ce que ses titres laissent entendre, il ne descendant pas réellement d'une lignée de chefs libyens des tribus Mâ et Libou comme il a pu être cru, en effet il semble venir d'une famille de notables saïte, son grand-père paternel Basa étant prêtre d'Amon à Saïs et vizir,.
Tefnakht contrôle au départ un territoire comprenant Saïs, sa capitale, mais aussi Bouto au nord, et Kom el-Hish au sud-ouest. Ceci est reflété sur les deux stèles des ans 36 et 38 du roi non nommé Sheshonq V, montrant la suzeraineté toute théorique de ce roi sur le domaine de Tefnakht.
Ce n'est qu'à partir du décès de Sheshonq V vers 731 av. J.-C. qu'il semble avoir commencé à étendre son pouvoir au reste du Delta, étendant son domaine à Memphis, auparavant dans le domaine d'Osorkon IV, et imposant son pouvoir aux autres roitelets du Delta. Cette période dut prendre plusieurs années avant que Piânkhy lança une guerre vers le Delta.
En effet, face à l'expansion koushite et à l'alliance de certains dirigeants du nord (les rois Peftjaouaouibastet d'Héracléopolis et Nimlot III d'Hermopolis et le chef Akanosh de Sebennytos) avec le roi koushite Piânkhy, le chef Tefnakht organise une coalition de rois (Osorkon IV de Bubastis-Tanis et Ioupout II de Léontopolis) et de chefs (Sheshonq de Bousiris, Djedamoniouefânkh de Mendès, Patjenfy de Per-Sopdou (il ne semble toutefois pas participer aux opérations militaires) et Bakennefy d'Athribis à travers ses troupes (lui-même ne semble pas participé aux opérations militaires)).
Le conflit commence par l'encerclement d'Héracléopolis, alliée de Piânkhy, par la prise de plusieurs villes autour. Au cours de l'opération, Nimlot III d'Hermopolis change de camp et rejoint la coalition. Il s'ensuit le siège de la ville elle-même par les armées coalisées. À ce moment-là, Piânkhy lance son armée qui affronte victorieusement une partie des armées coalisées entre Hermopolis et Thèbes. À la suite de la défaite de la coalition, Nimlot III repart d'Héracléopolis pour défendre sa ville. Une partie de l'armée de Piânkhy part en direction d'Hermopolis pour l'assiéger tandis que la seconde part en direction d'Héracléopolis dont le siège est levé à la suite d'une bataille sanglante, le reste de l'armée coalisée se réfugiant à Memphis. 
Piânkhy rejoint ensuite en personne son armée à Hermopolis qui tombe. Après la prise de toutes les villes aux mains des coalisés entre Hermopolis et Memphis (tuant au passage l'un des fils de Tefnakht), l'armée de Piânkhy livre bataille à Memphis où l'essentiel de l'armée de la coalition s'est réfugié. Après la défaite de la coalition et la fuite de Tefnakht à Saïs, Piânkhy soumet un à un tous les rois et chefs du nord.

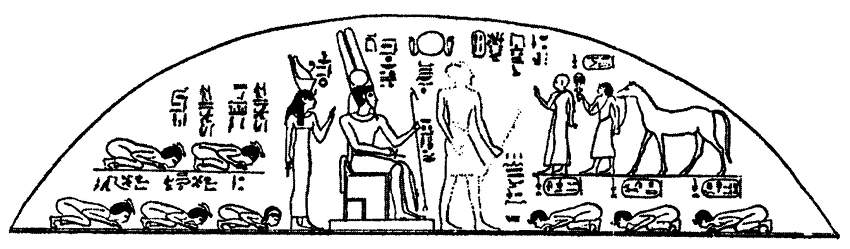
Détail de la stèle de Piânkhy montrant celui-ci recevant l'hommage des rois (à droite) et chefs (à gauche) du Delta

Ainsi, à Memphis se présentent pour se soumettre le roi Ioupout II et les chefs Akanosh et Padiaset (qui a succédé à son père Bakennefy d'Athribis), puis à Héiopolis le roi Osorkon IV. Piânkhy intervient ensuite à Athribis où il reçoit à nouveau la soumission des rois et chefs précédents ainsi que des chefs Djedamoniouefânkh de Mendès et son fils Ânkhhor d'Hermopolis Parva, de Pmouï de Bousiris (qui a succédé à son père Sheshonq), de Patjenfy de Per-Sopdou ainsi que de gouverneurs de moindre importance.
Tefnakht est le seul membre de la coalition à ne pas venir se soumettre devant Piânkhy. Il envoie même un message à Piânkhy où il annonce reconnaître le pouvoir du roi Koushite si ce dernier ne vient pas le poursuivre sur â Saïs. Tefnakht se soumet à distance malgré tout et envoie des cadeaux â Piânkhy. Il est notable de remarquer que Tefnakht est le seul dirigeant du nord à ne pas être représenté sur la stèle de la victoire de Piânkhy de l'an 21 (soit 723 av. J.-C.). Peu de temps après, Piânkhy rentre chez lui en Nubie au Gebel Barkal, et ne reviendra jamais en Basse-Égypte. Par la suite, après cette soumission toute relative envers le roi Koushite, Tefnakht reste maître de Saïs et de l'Ouest du Delta. Il est possible qu'il deviennent lui aussi roi de Saïs sous le nom de Shepsesrê, mais ceci n'est pas assuré. Il semble que son successeur, Bakenranef, soit d'ailleurs son fils. La date exacte de la passation du pouvoir entre Tefnakht et Bakenranef est d'ailleurs inconnue, toujours est-il que Bakenranef devient roi en 716 av. J.-C..

## Stèle de Shepsesrê Tefnakht
Pendant longtemps, le chef Tefnakht, prédécesseur de Bakenranef, et le roi Shepsesrê Tefnakht, représenté sur la stèle du Musée national archéologique d'Athènes, ont été considérés comme une seule et même personne. À la suite de la découverte d'une stèle de l'an 2 de Nékao Ier similaire en style, en texte, et en contenu de la stèle de Shepsesrê Tefnakht, ajouté au fait que Manéthon n'a jamais considéré le prédécesseur de Bakenranef comme un roi, tandis qu'il a positionné un Tefnakht (qu'il nomme en grec Stéphinates) comme prédécesseur de Nékao Ier, il est aujourd'hui admis que Shepsesrê Tefnakht est bien le roi Tefnakht II et non le chef Tefnakht Ier. Cette position est défendue par Olivier Perdu, qui a publié la stèle de Nékao, mais aussi Kim Ryholt et Frédéric Payraudeau.
Cependant, ses arguments ne sont pas acceptés par certains égyptologues, comme Daniel Kahn et Kenneth Kitchen, qui croient encore que la stèle d'Athènes du roi Shepsesrê Tefnakht, de l'an 8, relève de Tefnakht (Ier), plutôt que d'un hypothétique Tefnakht II qui aurait alors assumé le pouvoir vers 680 av. J.-C. à Saïs, c'est-à-dire tôt pendant le règne de Taharqa, l'un des plus puissants souverains nubiens d'Égypte. Kahn souligne également, lors d'une conférence égyptologique à Leyde, que les critères épigraphiques de Perdu - ici sur la célèbre stèle d'Athènes, tels que l'utilisation de la perruque tripartite, méthode par laquelle le dieu à tête de faucon garde la tête droite, dans la même stèle et sur le temple, les reliefs muraux contemporains de l'époque de Tefnakht, la décoration de la stèle (le ciel soutenu par des sceptres ouas) - apparaissent déjà en usage lors de la XXIVe dynastie libyenne, ou au début de la XXVe dynastie nubienne, durant les règnes successifs voire concomitants de Bakenranef, Piânkhy, ou Chabaka. Le revers invisible de la perruque tripartite se trouve sur la stèle de don de Shebitkou de Pharbaethos et sur le vase de Bakenranef datant des derniers jours de Piânkhy et du début de Chabaka - tous paraissant proches du règne présumé de Tefnakht. En outre, la tête du dieu à tête de faucon Horus est, comme Perdu l'a lui-même noté, semblable dans le style à la stèle de Tefnakht, chef des Mâchaouach et principal rival de Piânkhy.
De plus, contrairement à Nékao Ier, aucun de ses présumés prédécesseurs en tant que rois saïtes, qu'il s'agisse de Néchepsos, de Tefnakht II, comme d'Ammeris, n'est attesté de manière monumentale en Basse-Égypte. Par conséquent, les deux derniers rois qui apparaissent dans les registres de l'épitomé de Manéthon peuvent bien être fictifs. Enfin, il est improbable que Taharqa, peut-être l'un des plus puissants rois koushites, et pharaon de la XXVe dynastie nubienne, durant les dix-huit premières années de son règne, ait toléré l'existence d'une lignée rivale de rois égyptiens à Saïs, pendant la première moitié de son règne, quand il a exercé le plein contrôle sur Memphis et la région du delta du Nil. Après tout, les dirigeants saïtes Tefnakht et Bakenranef, avaient combattu le père de Taharqa, Piânkhy, et résisté à l'expansion du pouvoir koushite de Chabaka dans ladite région du delta.
Toutefois, Frédéric Payreaudau souligne que si Taharqa est bien attesté tout au long de son règne dans la vallée du Nil jusqu'à Memphis, il n'est pas attesté au-delà de la première décennie de son règne dans le Delta. De plus, le texte de donations du temple nubien de Kawa évoque la déportation, avant l'an 10 du règne de Taharqa, de populations du nord, y compris de femmes des chefs du Delta, ce qui montre une contestation de son pouvoir dans cette région dès le début de son règne. Ainsi, rien n'interdit l'émergence d'un roi Tefnakht à Saïs avant Nékao Ier, surtout que ce dernier est décrit comme étant le fils d'un Tefnakht, cité par Manéthon comme le prédécesseur de Nékao Ier. Enfin, aucun autre document ne nomme Tefnakht Ier comme étant roi, mais plutôt comme étant le chef de Saïs, y compris pendant les évènements de la guerre avec Piânkhy, ce qui cadrerait mal avec un an 8 de Tefnakht Ier, considérant la stèle de Piânkhy (règne de 743 à 713 av. J.-C.) de l'an 21 (soit vers 723 av. J.-C.) un avènement de Bakenranef vers 716 av. J.-C..

## Titulature
Cette titulature n'est valable pour Tefnakht uniquement si la stèle de l'an 8 de Shepsesrê Tefnakht lui appartient.